# Дом Серебрянниковых
Дом Серебряниковых — памятник архитектуры. Расположен в Санкт-Петербурге, современный адрес — набережная реки Фонтанки, 35.
Был построен в 1807—1812 годах для купца Евсевьева Г. Х. Паульсеном.
Принадлежал купцам Серебряниковым (Серебряковым) и выкуплен в казну в 1820-х годах для Кабинета Его Императорского Величества. В 1840—1841 годах в доме жил В. Ф. Одоевский, в 1860-х годах размещались редакции журналов «Литературная библиотека» и «Библиотека лучших иностранных романов и повестей в русском переводе».
Центр дома выделен четырьмя пилястрами, балконом и фронтоном; стены нижних этажей рустованы. Над окнами третьего этажа расположены барельефы.
С 1918 по 1930 год в доме располагался Музей Старого Петербурга (часть Музея города, позднее был переведён в Аничков дворец).